# Le armi di Eva
Le armi di Eva  (Fashions of 1934 o Fashion Follies) è un film del 1934 diretto da William Dieterle con delle scene musicali create e dirette da Busby Berkeley.
La sceneggiatura di F. Hugh Herbert e Carl Erickson è basata sulla storia The Fashion Plate di Harry Collins e Warren Duff.

## Trama

Bette Davis e William Powell in uno dei tanti battibecchi del film

Sherwood Nash, dopo aver subito un fallimento finanziario a Wall Street, entra in società con la stilista Lynn Mason. Insieme a Scat, suo socio, e a Lynn, progetta di studiare la commercializzazione di una linea di abiti presi dalle case di moda parigine, adattati per la grande distribuzione a basso costo.
Lynn scopre che il sarto parigino Oscar Baroque trova ispirazione per le sue collezioni da un vecchio libro di costumi: decide così di fare lo stesso, copiando i modelli del libro e firmandoli direttamente con il suo nome.
Sherwood incontra la socia di Baroque, la presunta granduchessa Alix che, in realtà, è una sua vecchia conoscenza, Mabel McGuire, anche lei nata e cresciuta come lui a Hoboken, una cittadina del New Jersey. L'uomo la minaccia di rivelare la verità se Mabel non riuscirà a convincere il sarto a firmare i costumi di un musical che vuole mettere in scena. Baroque, convinto da Alix, compra una fornitura di piume di struzzo per i costumi della rivista.
Intanto, Sherwood apre una nuova casa di mode a Parigi, la Maison Elegance. Ma Baroque denuncia Lynn per aver copiato i suoi modelli. Sherwood riesce a fare rientrare le accuse, usando di nuovo la minaccia di far sapere a tutti chi sia davvero Alix, che sta per sposarsi con Oscar. Il sarto prenderà in gestione la casa di mode, mentre Sherwood e Lynn salgono sul piroscafo che li riporterà in America.

## Produzione
Il film fu prodotto dalla First National Pictures (controlled by Warner Bros. Pictures Inc.). Venne girato nell'ottobre e nel novembre 1933.

## Distribuzione
Distribuito dalla Vitaphone Corporation e dalla Warner Bros. Pictures, il film uscì nelle sale cinematografiche degli Stati Uniti il 14 febbraio 1934.